# Le Lac Majeur/Shami-sha
Le Lac Majeur/Shami-sha è un singolo dell'artista statunitense Mort Shuman, pubblicato nel 1972 dalla Philips ed estratto dall'album Amerika.

## Classifiche
| Classifiche (1972-1973)                | Posizione massima |
| -------------------------------------- | ----------------- |
| Belgio (Ultratop 50 Singles, Fiandre)  | 7                 |
| Belgio (Ultratop 50 Singles, Vallonia) | 1                 |
| Francia (CIDD)                         | 1                 |
| Paesi Bassi (Dutch Top 40)             | 1                 |
| Paesi Bassi (Single Top 100)           | 1                 |
| Svizzera (RSR)                         | 6                 |

## Tracce
Testi di Étienne Roda-Gil eccetto dove indicato, musiche di Mort Shuman.
1972 -  Francia (Philips, 6009 285)
Lato A
1. Le Lac Majeur

Lato B
1. Shami-sha

1973 -  Stati Uniti (Philips, 40723)
Lato A
1. The Western Shore

Lato B
1. Sha Mi Sha

1973 -  Italia (Philips, 6009 372)
Lato A
1. Il Lago Maggiore[1] (adattamento di Claudio Daiano)

Lato B
1. Shami-sha

1973 -  Germania (Philips 6009 320)
Lato A
1. Lago Maggiore im Schnee[1] (adattamento di Klaus Munro)

Lato B
1. Shami-sha

## Staff artistico
- Mort Shuman – voce
- Jean-Claude Petit – arr. e dir. d'orchestra